# インセスチュエル
インセスチュエル（フランス語: Incestuel）は、1980年から1995年にかけて活動した精神科医ポール＝クロード・ラカミエが提唱した精神分析学の概念で、家族間の関係性において近親相姦が「背景」に存在しているような状況を指す。ただし、必ずしも実際の近親相姦が発生しているか否かは問わない。
インセスチュエルの特徴のある状況は、そのものが人間の道徳性に異を唱えるものとされており、「インセスチュエルは道徳的な近親相姦」、「近親相姦をしていないのに近親相姦をしたかのような状況」、「精神的生活の一部となった近親相姦」といった言葉で表現される。
「インセスチュエルは特定の個人の精神的生活と家族の組織としての特徴を定義するもの」とされている。